# Coppa Titano
Coppa Titano je sanmarinský fotbalový pohár hraný oficiálně od roku 1965. V letech 1937 až 1961 se odehrálo 7 turnajů pod názvem Campeonato di Calcio Sammarinese.

## Přehled finálových zápasů
Zdroj:

Pozn.: Vítěz je označen tučně.
Campeonato di Calcio Sammarinese
- 1937 : AC Libertas
- 1950 : AC Libertas
- 1954 : AC Libertas
- 1958 : AC Libertas
- 1959 : AC Libertas
- 1961 : AC Libertas

Coppa Titano
- 1965 : SS Juvenes
- 1966 : SP Tre Fiori
- 1967 : SP Tre Penne
- 1968 : SS Juvenes
- 1969 : nedohrálo se
- 1970 : SP Tre Penne
- 1971 : SP Tre Fiori
- 1972 : FC Domagnano
- 1973 : nedohrálo se
- 1974 : SP Tre Fiori
- 1975 : SP Tre Fiori
- 1976 : SS Juvenes
- 1977 : GS Dogana
- 1978 : SS Juvenes
- 1979 : GS Dogana
- 1980 : SS Cosmos
- 1981 : SS Cosmos
- 1982 : SP Tre Penne
- 1983 : SP Tre Penne
- 1984 : SS Juvenes
- 1985 : SP Tre Fiori
- 1986 : SP La Fiorita 6-1 SP Tre Fiori
- 1987 : AC Libertas 0-0 (5-3 pen.) SP Tre Penne
- 1988 : FC Domagnano 2-1 SP La Fiorita
- 1989 : AC Libertas 2-0 SP La Fiorita
- 1990 : FC Domagnano 2-0 SS Juvenes
- 1991 : AC Libertas 2-0 SC Faetano
- 1992 : FC Domagnano 1-1 (4-2 pen.) SP Tre Fiori
- 1993 : SC Faetano 1-0 AC Libertas
- 1994 : SC Faetano 3-1 Folgore
- 1995 : SS Cosmos 0-0 (3-1 pen.) SC Faetano
- 1996 : FC Domagnano 2-0 SS Cosmos
- 1997 : SS Murata 2-0 SS Virtus
- 1998 : SC Faetano 4-1 SS Cosmos
- 1999 : SS Cosmos 5-1 FC Domagnano
- 2000 : SP Tre Penne 3-1 Folgore
- 2001 : FC Domagnano 1-0 SP Tre Fiori
- 2002 : FC Domagnano 6-1 SP Cailungo
- 2003 : FC Domagnano 1-0 SS Pennarossa
- 2004 : SS Pennarossa 3-0 FC Domagnano
- 2005 : SS Pennarossa 4-1 SP Tre Penne
- 2006 : AC Libertas 4-1 SP Tre Penne
- 2007 : SS Murata 2-1 AC Libertas
- 2008 : SS Murata 1-0 AC Juvenes/Dogana
- 2009 : AC Juvenes/Dogana 2-1 FC Domagnano
- 2010 : SP Tre Fiori 2-1 po prodl. SP Tre Penne
- 2011 : AC Juvenes/Dogana 4-1 SS Virtus
- 2012 : SP La Fiorita 3-2 SS Pennarossa
- 2013 : SP La Fiorita 1-0 SS San Giovanni
- 2014 : AC Libertas 2-0 SC Faetano